# Neacomys paracou
Neacomys paracou is een knaagdier uit het geslacht Neacomys dat voorkomt in Bolívar (Oost-Venezuela), Guyana, Suriname, Frans-Guyana en Brazilië ten noorden van de Amazone en ten oosten van de Rio Negro. De soort is genoemd naar Paracou, de plaats waar Voss et al. (2001) hun onderzoek deden. De populaties die nu tot N. paracou worden gerekend werden tot 2001, net als N. dubosti , in N. guianae geplaatst, die in feite alleen maar voorkomt in Guyana, Suriname en delen van Oost-Venezuela. Omdat N. paracou blijkbaar de wijdstverspreide Neacomys-soort in de Guyana's is, gaat veel van de informatie die in de literatuur over N. guianae is gegeven waarschijnlijk over N. paracou.
N. paracou is een kleine Neacomys-soort met een korte, eenkleurige staart en korte tenen. Zijn rug is bruinachtig; iets bleker aan de flanken. De buikvacht is veel lichter, soms zelfs wit. N. paracou heeft 56 chromosomen.